# Métabigyro-rhombicosidodécaèdre
Le métabigyro-rhombicosidodécaèdre est une figure géométrique faisant partie des solides de Johnson (J74). 
Comme son nom l'indique, elle peut être obtenue à partir d'un rhombicosidodécaèdre auquel on a attaché deux coupoles décagonales (J5) non-opposées tournées à 36 degrès.
Les 92 solides de Johnson ont été nommés et décrits par Norman Johnson en 1966.